# هوترس

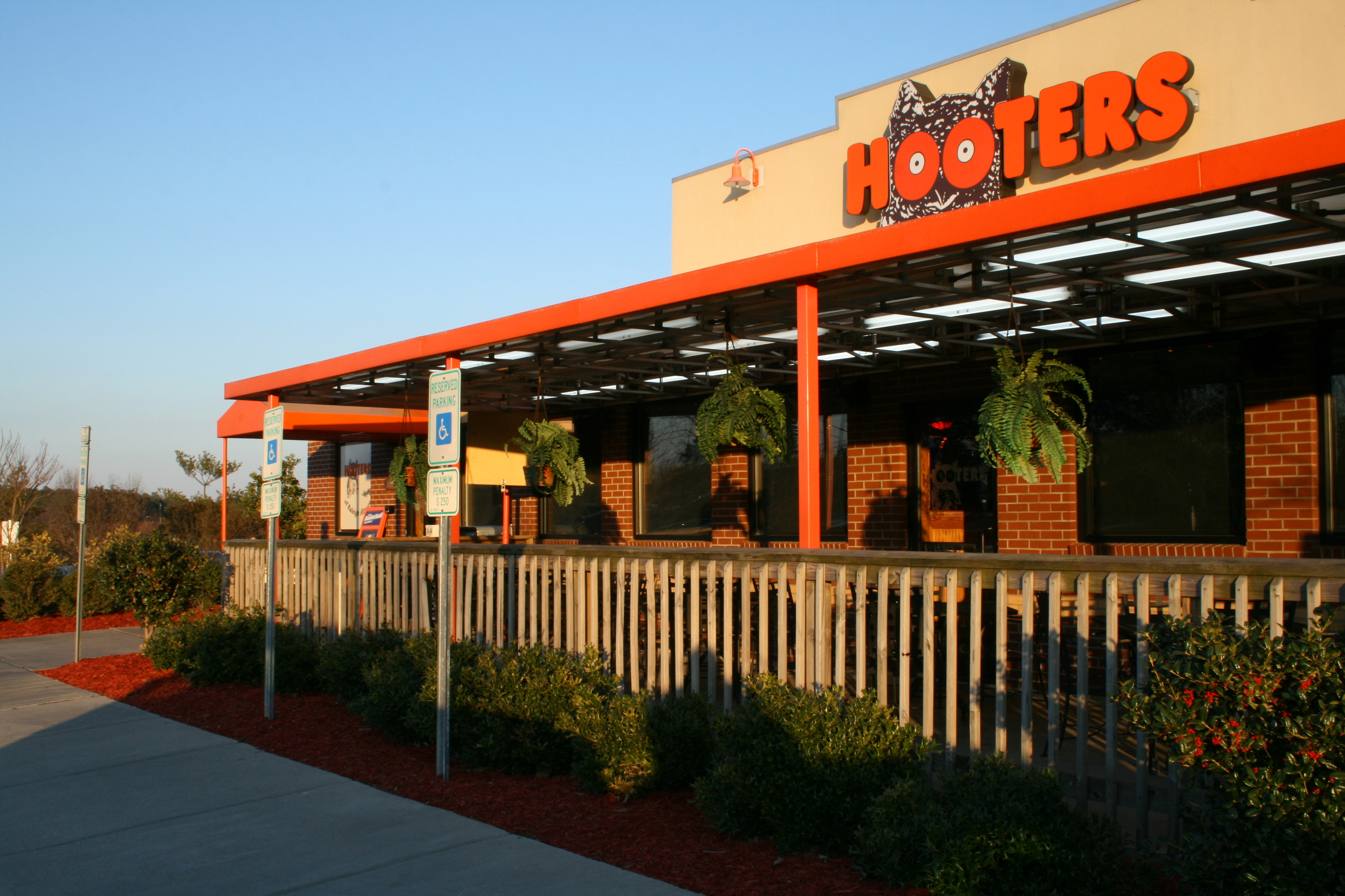
شعبه‌ای از هوترس

هوترس (انگلیسی: Hooters)، رستوران زنجیره‌ای و شرکت خدمات غذایی آمریکایی است که در سال ۱۹۸۳ توسط لین استیوارت در شهر کلیرواتر، فلوریدا تأسیس شد. هوترس هم‌اکنون مالک شبکه‌ای از ۴۳۰ شعبه در ۲۸ کشور جهان می‌باشد و دفتر مرکزی آن در شهر آتلانتا، جورجیا قرار دارد.